# Cheilosia tyanshanica
Cheilosia tyanshanica är en tvåvingeart som beskrevs av Barkalov och Peck 1994. Cheilosia tyanshanica ingår i släktet örtblomflugor, och familjen blomflugor.
Artens utbredningsområde är Kazakstan. Inga underarter finns listade i Catalogue of Life.